# Port Erin

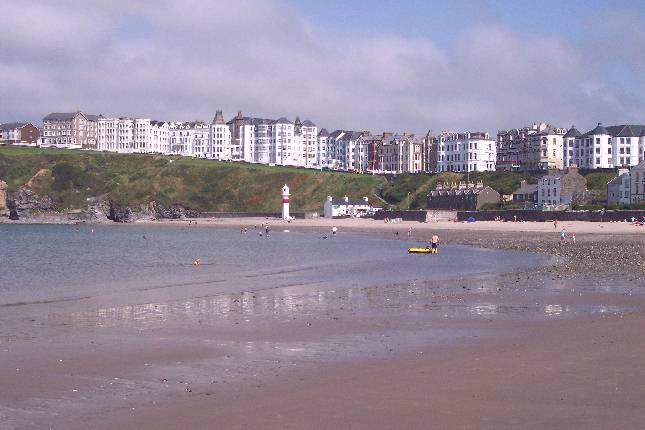
Port Erin visto desde la playa.

Port Erin (en manés Purt Çhiarn) es un pueblo en el sur de la isla de Man, en a parroquia de Rushen. Su población, de acuerdo al censo del 2006, es de 3,575 habitantes. El nombre manés del poblado significa "puerto de hierro" o "puerto del señor".